# 東武ランドシステム
東武ランドシステム株式会社（とうぶランドシステム）は、東京都墨田区に本社を置く東武グループの商社。東武トレーディングのブランドでクラシックCDの輸入はじめ、グループ会社の制服、グッズの商品開発など事業としている。
なお、中古物件の仲介及び賃貸は2010年に東武不動産に事業譲渡された。

## 会社沿革
- 1989年 東武住宅販売株式会社設立
- 1994年 一級建築士事務所登録
- 1997年 東武不動産株式会社（2代）に商号変更[2]
- 2001年3月 ユニ東武クラブ株式会社が解散し、資産を当社に譲渡[3]
- 2010年 東武ランドシステム株式会社との合併により商号変更
- 2022年 東武商事、東武エナジーサポート、東武食品サービスと合併し『東武商事』となった。

## 分譲宅地
- つきのわ（東武東上線：つきのわ駅）東武鉄道株式会社/東武ランドシステム株式会社
- ヴィスタコート新柏1～3（東武野田線：新柏駅 東武ランドシステム株式会社/東武プロパティーズ株式会社

## 運営している施設
ゴルフ場
- ユニ東武ゴルフクラブ（北海道由仁町）

温泉施設
- ユンニの湯（北海道由仁町）

### 過去に運営していた施設
東武松原シネマ

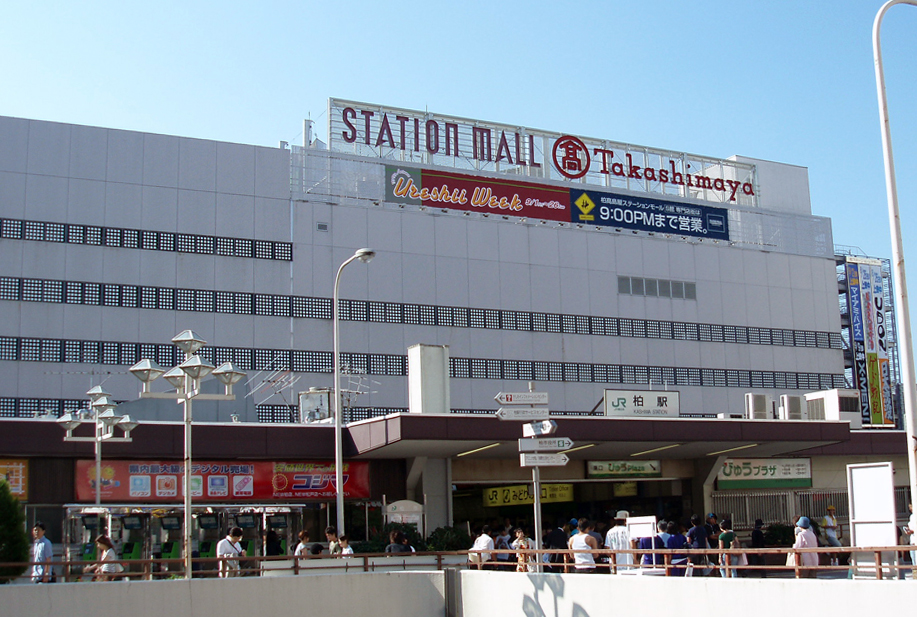
柏ステーションシアターがあった柏高島屋ステーションモールS館

埼玉県草加市栄町3-5-18の「東武松原ビル」1階にあった映画館である。1975年に開業し、2スクリーンで総座席数は338席（シネマ1：184席、シネマ2：154席）あった。常に洋画と前評判の高い邦画を数多く上映してきたが、県内に多数オープンしたシネマコンプレックスの台頭により2008年9月30日をもって閉館となった。東武伊勢崎線松原団地駅（現・獨協大学前駅）東口から徒歩1分。
柏ステーションシアター
千葉県柏市末広町1-1の「柏髙島屋ステーションモールS館」1階にあった映画館である。1992年に開業し、3スクリーンで座席数は630席（シアター1：230席、シアター2：200席、シアター3：200席）あった。2011年9月15日から休館し、2012年3月31日をもって閉館となった。跡地は2013年2月2日に「TKPシアター柏」が開業（2014年6月1日に「キネマ旬報シアター」へ改称）し、映画館としては事実上の復活となった。JR常磐線・東武野田線柏駅西口から徒歩1分。

## 関連会社
- 東武鉄道